# Lokrum
Lokrum (en italià, Lacroma) coneguda també pel nom italià de Lacroma, ja que els venecians van estar-hi presents duant segles. És una illa situada enfront del barri de Ploče a Dubrovnik (Croàcia). El seu punt més alt és a 96 metres on s'aixeca el castell fortificat, que va ser construït pels francesos durant l'ocupació de Croàcia per part de Napoleó, tot i que després els austríacs la van anomenar "Torre de Maximilià". L’arxiduc austríac Maximilià va tenir una vegada una casa de vacances a l’illa. Un monestir benedictí fundat el 1023, i un jardí botànic sobreviuen a la seva època.

## Geografia
Amb una superfície de tot just 2 quilòmetres quadrats, Lokrum és una illa petita però gran en història i tresors naturals. Situada al sud-est per la zona de Portoc amb platja; a l'oest té la petita badia de Galija, a l'est la de Gorna Bocina i al nord la de Skalica.
En temporada alta un petit ferri atraca cada mitja hora al moll de Portoc procedent del port medieval de Dubrovnik. El primer que sorprèn el viatger en baixar del vaixell és l'absència d'edificis i d'hotels. Ni tan sols hi ha un nucli de població pròpiament dit.
El punt més elevat de l'illa és la Muntanya Glavica, a 96 metres sobre el nivell de la mar, on s'aixequen les ruïnes del Fort Royal, construït durant la breu època de domini napoleònic i rebatejat posteriorment com la Torre de Maximilià pels austríacs. Aquest fort en forma d'estrella és avui el millor mirador de Lokrum des del qual s'obtenen impressionants vistes de Dubrovnik i les altres illes properes.
Als peus del fort s'aixeca la Creu del Tritó, un monument de pedra aixecat en record dels mariners ofegats en el naufragi del vaixell imperial Tritó en aquestes aigües en l'any 1859.
A la banda oriental de l'illa, protegit de la mar obert, hi ha un petit port natural. L'illa cobreix una àrea de 0,8km² i està coberta d'espessa vegetació mediterrània i boscos: llorer, roure, pins, xiprers i pins negres. També hi ha olives, atzavares, cactus, magnòlia i palmes. A la part sud de l'illa hi ha un petit llac salat, de 10m de profunditat, conegut com "el Mar Mort" (Mrtvo More). A prop hi ha un monestir benedictí abandonat, fundat el 1023. La basílica de tres naus, i una part de segle xiv de el monestir van ser danyades seriosament en el terratrèmol 1667.El monestir va ser abandonat en 1798. Avui Lokrum és una Reserva Natural i una Reserva Especial de Vegetació forestal.